# Руснаци
Руснаците (на руски: русские), наричани в исторически контекст и руси или московци, са източнославянски народ – най-многолюдния славянски народ, и основно население на Руската федерация. Съставляват значителна част от населението на Казахстан, Украйна, Беларус, Молдова, прибалтийските и останалите постсъветски държави.
Руският народ се сформира в Източна Европа (Руската равнина) след смесване на източнославянските племена илмени, кривичи, вятичи и др., а по-късно и след асимилация на угро-фински племена, живеещи в Руската равнина – веси, муроми и др. Консолидацията се извършва по времето на династията на Рюриковичите (ІХ – ХVІ век). В края на Х век обединената източнославянска държава Киевска Рус приема православието, след като започва покръстването (988) при княз Владимир I Святославич. Езичеството обаче изчезва едва в края на ХІ век. През ХV век започват да се разселват в степните райони на Поволжието и в Северен Кавказ, а през ХVІІ век се заселват в Сибир.
Общият им брой по света е около 134 млн. души, от тях в Русия живеят 115,9 млн. руснаци (2002). Говорят на руски език, най-разпространения от всички славянски езици. Основната религия е православието.
Руснаците в Китай (ок. 15 600 души) са една от 56-те официално признати етнически групи.

## Етимология
Етнонимът „руснаци“ произлиза от думата Русь, наименование на Киевска Рус. „Рус“ е един от етнонимите на викингите (варягите), а по-късно – наименование на източнославянската народност и държавните образувания на източните славяни.

## Руска култура
- Най-изявеният руски национален поет Александър Пушкин в своите произведение ни показва руския бит и душевност. Тайните на руската душа изследва още и писателят Фьодор Достоевски, както и руската религиозна философия.
- Традиционна руска кухня – квас (напитка), блини, каша, шчи.
- Народни празници – Нова година, Масленица, Великден, Ден на победата.